# وی‌جی-۳۳ آرسنال
وی‌جی-۳۳ آرسنال (به انگلیسی: Arsenal_VG-33) یک هواگرد ملخ‌پیشین تک‌موتوره از نوع جنگنده ساخت شرکت Arsenal de l'Aéronautique است. هواگرد وی‌جی-۳۳ آرسنال نخستین پروازش را در ۲۵ آوریل ۱۹۳۹ میلادی انجام داد. این هواگرد در سال ۱۹۴۰ میلادی رسماً معرفی گردید. در مجموع، تعداد <۵۰ فروند از این هواگرد ساخته شده‌است.
طراح این هواگرد، Jean Galtier بود.